# Wólka Sokołowska k. Wólki Niedźwiedzkiej
Wólka Sokołowska k. Wólki Niedźwiedzkiej – wieś w Polsce położona w województwie podkarpackim, w powiecie rzeszowskim, w gminie Sokołów Małopolski. Wieś leży nad potokiem Turka lewym dopływem Trzebośnicy.
W latach 1975–1998 miejscowość administracyjnie należała do województwa rzeszowskiego.
Według Głównego Urzędu Statystycznego Wólka Sokołowska k. Wólki Niedźwiedzkiej jest najdłuższą nazwą miejscowości w Polsce. Jednak według Urzędu Gminy i Miasta w Sokołowie Małopolskim, Wólka Sokołowska jest osobną miejscowością, której często błędnie przypisywany jest człon k. Wólki Niedźwiedzkiej. Jak przekonuje Urząd, sytuacja jest prostowana na szczeblu państwowym (MSWiA), a Główny Urząd Statystyczny ma zaktualizować nazwę.